# Stenoplax marcusi
Stenoplax marcusi är en blötdjursart som först beskrevs av Righi 1971.  Stenoplax marcusi ingår i släktet Stenoplax och familjen Ischnochitonidae. Inga underarter finns listade i Catalogue of Life.